# Als een naaktslak
Als een naaktslak is een hoorspel van Giles Cooper. The Disagreeable Oyster werd op 15 augustus 1957 door de BBC en op 31 juli 1965 als Der unverdauliche Auster door de Südwestfunk uitgezonden. Ad Angevaare vertaalde het en de KRO zond het uit in het programma Dinsdagavondtheater op dinsdag 19 augustus 1969 (met een herhaling op zondag 23 juli 1995). De regisseur was Léon Povel. Het hoorspel duurde 50 minuten.

## Rolbezetting
- Jan Borkus (Mervyn Bundy)
- Hans Karsenbarg (zijn tweede ik)
- Eva Janssen, Corry van der Linden, Fé Sciarone, Nel Snel, Harry Emmelot, Paul van der Lek & Hans Veerman (verdere medewerkenden)

## Inhoud
Mervyn Bundy, het hoofdpersonage, bestaat uit twee delen: Bundy Major en Bundy Minor. Bundy Major is de reële persoon. Bundy Minor is het binnenste deel - zijn bijgedachten, of zijn geweten, of hoe je het ook wilt noemen. Het enige wat we werkelijk van hem weten, is dat hij binnen in Bundy Major vertoeft en dat hij er niet uit kan. Opeens lijkt het leven met zijn ganse rijkdom vóór de kleine bediende Bundy te liggen, maar hij kan niet genieten van deze rijkdom. De situaties zijn sterker dan hijzelf. Hij dwaalt een nacht door het groteske inferno van een provinciestad, zonder zelfs te kunnen zeggen dat hij een ervaring rijker is geworden. In Bundy’s mislukte poging om de "onverteerbare oester" van het leven leeg te slurpen, ontplooit zich de vrolijke en sceptische parabel van de mens die in ongewone situaties faalt en die zich dus ook het leven onthoudt…